# Lundbergare
Lundbergare är en kompakt hjullastare och redskapsbärare framtagen vid Bröderna Lundbergs Mekaniska i Skellefteå i slutet på 1970-talet. Den första modellen kallades 341. 1980 bytte företaget namn till Hymas, vilket det heter än idag. 1982 avlöstes den första modellen av 342, som sedan blev 343, 344 och 345. Den senaste generationen "Lundbergare" presenterad 2019 består av fem modeller och har en helt ny numrering, från 4150 och uppåt.
2007 köptes Lundberg Hymas av Lännen Tractors.